# Carlos Manglano de Mas
Carlos Manglano de Mas (València, 1950) és un arquitecte i polític valencià, fill de José Manglano Selva.

## Biografia
Estudià arquitectura a la Universitat Politècnica de València i el 1977-1979 fou professor a l'Escola Superior d'Enginyers Industrials. Durant els primers anys de la transició fou el president de Renovació Democràtica i membre de la direcció del Club de Encuentros.
El 1977 va ingressar a la UCD de la mà d'Emilio Attard Alonso i el 1979 fou president de l'agrupació Acción Ciudadana Liberal, que poc després ingressarà a Aliança Popular, partit del que fou vicepresident provincial amb suport de Jorge Verstrynge. Fou elegit diputat per la província de València per la Coalició Popular a les eleccions generals espanyoles de 1982 i 1986. Fou Vicepresident Segon de la Comissió del Defensor del Poble (1982-1983) i Vicepresident Segon de la Comissió de Defensa del Congrés dels Diputats.
Després de la crisi d'AP que forçà la destitució de Jorge Vestrynge el setembre de 1986, es va donar de baixa del partit i passà al Grup Mixt. El 1988 ingressà al Partit Liberal i el 1989 es va integrar am la resta del partit al Partit Popular.